# Chiesa di Santa Caterina d'Alessandria (Trino)
La chiesa di Santa Caterina d'Alessandria (detta anche chiesa di San Domenico) è un luogo di culto cattolico di Trino, in provincia di Vercelli.
La chiesa fue consacrata nel 1452. C'e una chiesa a sala, a tre navate con volte a crociera, con un austero campanile gotico, fa parte del complesso del convento dei frati domenicani (che oggi ospita la biblioteca civica e l'archivio storico comunali).
La struttura gotica della chiesa è stata modificata da una facciata neoclassica e, all'interno, e con l'aggiunta di cappelle. Una di esse è dedicata alla Beata Maddalena Panattieri nata e vissuta a Trino (1443 – 1503), che qui veniva a pregare.
Sempre facente parte del convento domenicano, a pochi passi dalla chiesa, si trovano i resti suggestivi dell'antico chiostro quattrocentesco.

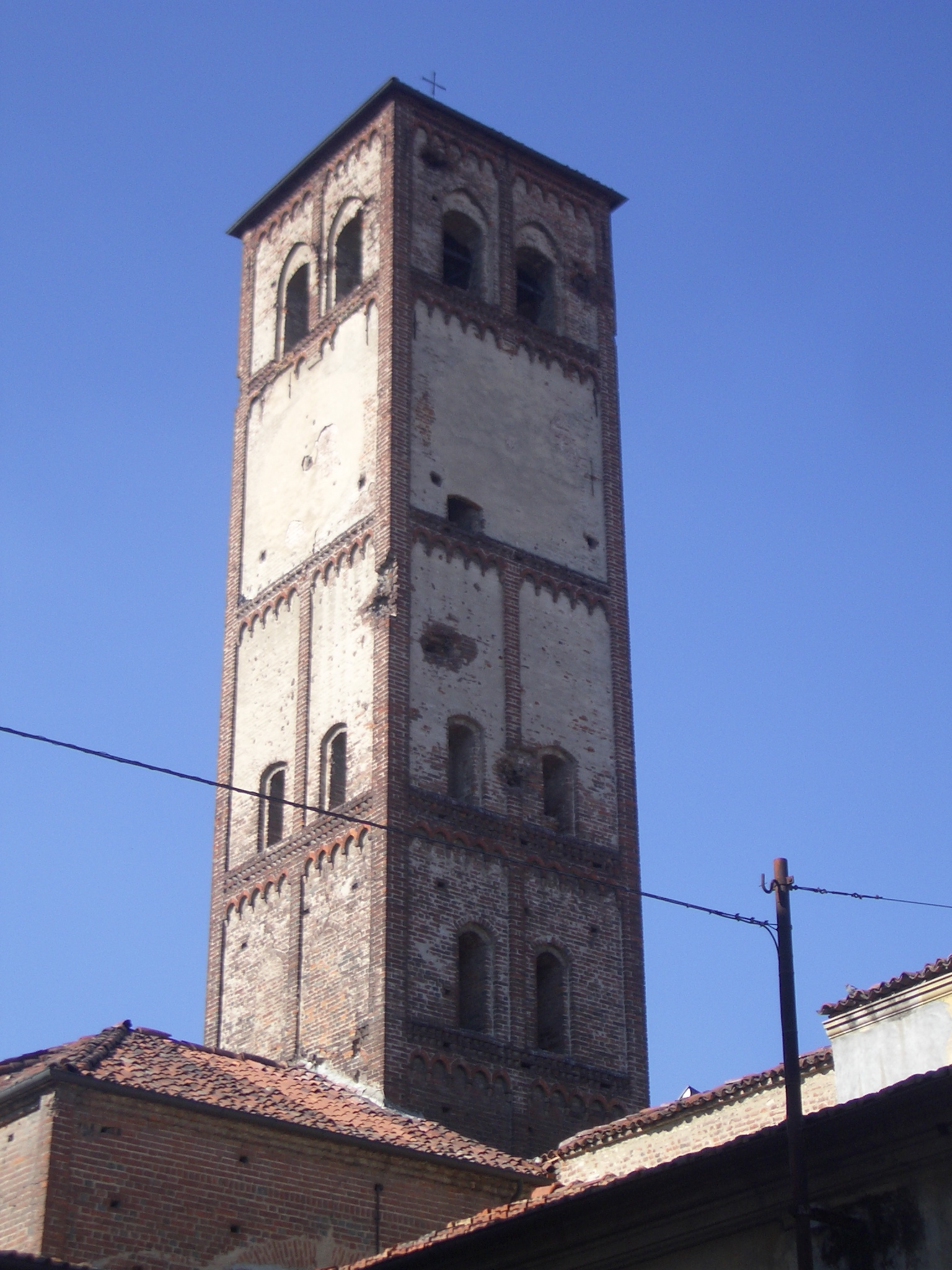
Il campanile della chiesa
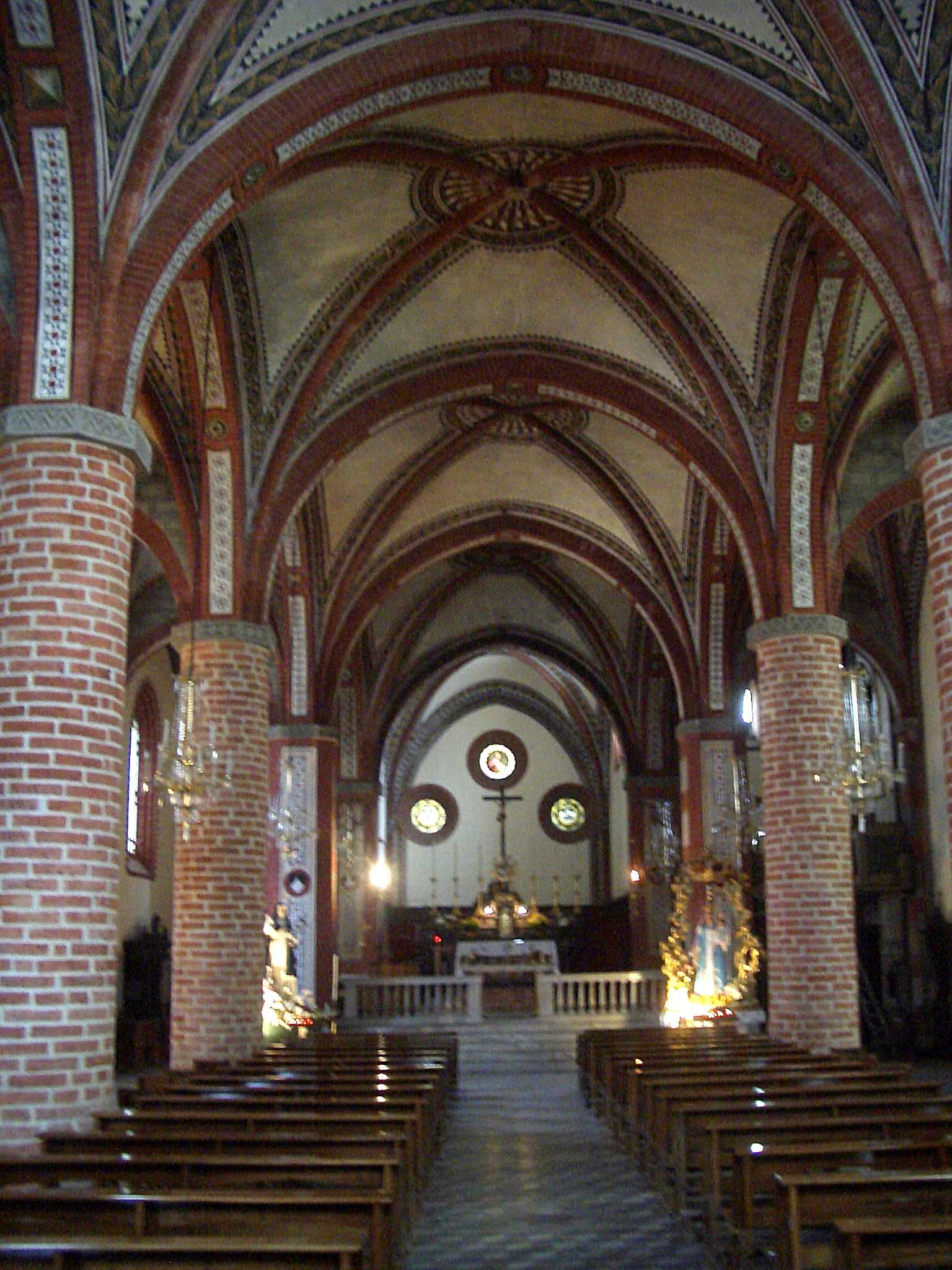
Interno della chiesa
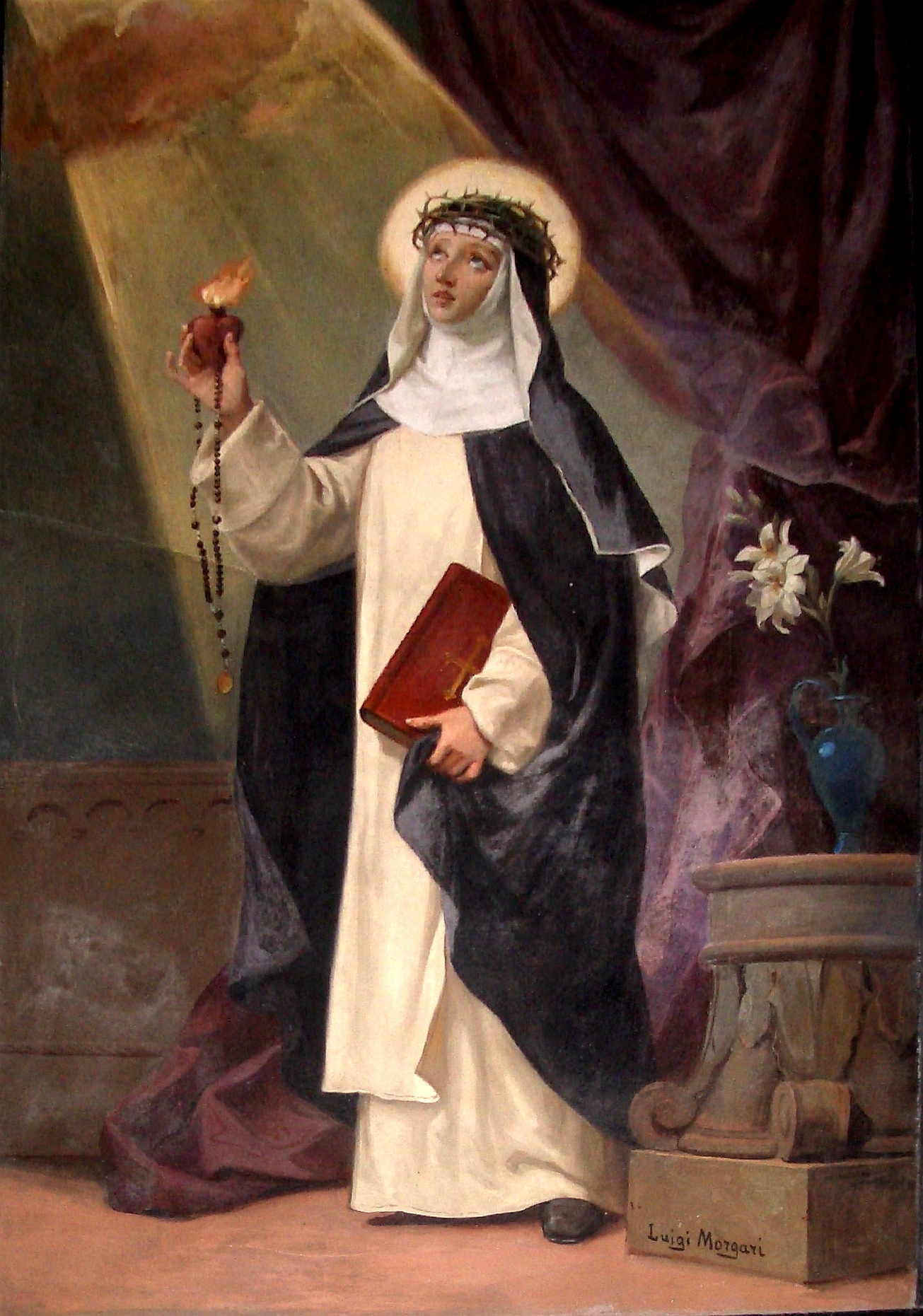
Luigi Morgari, Beata Maddalena Panattieri
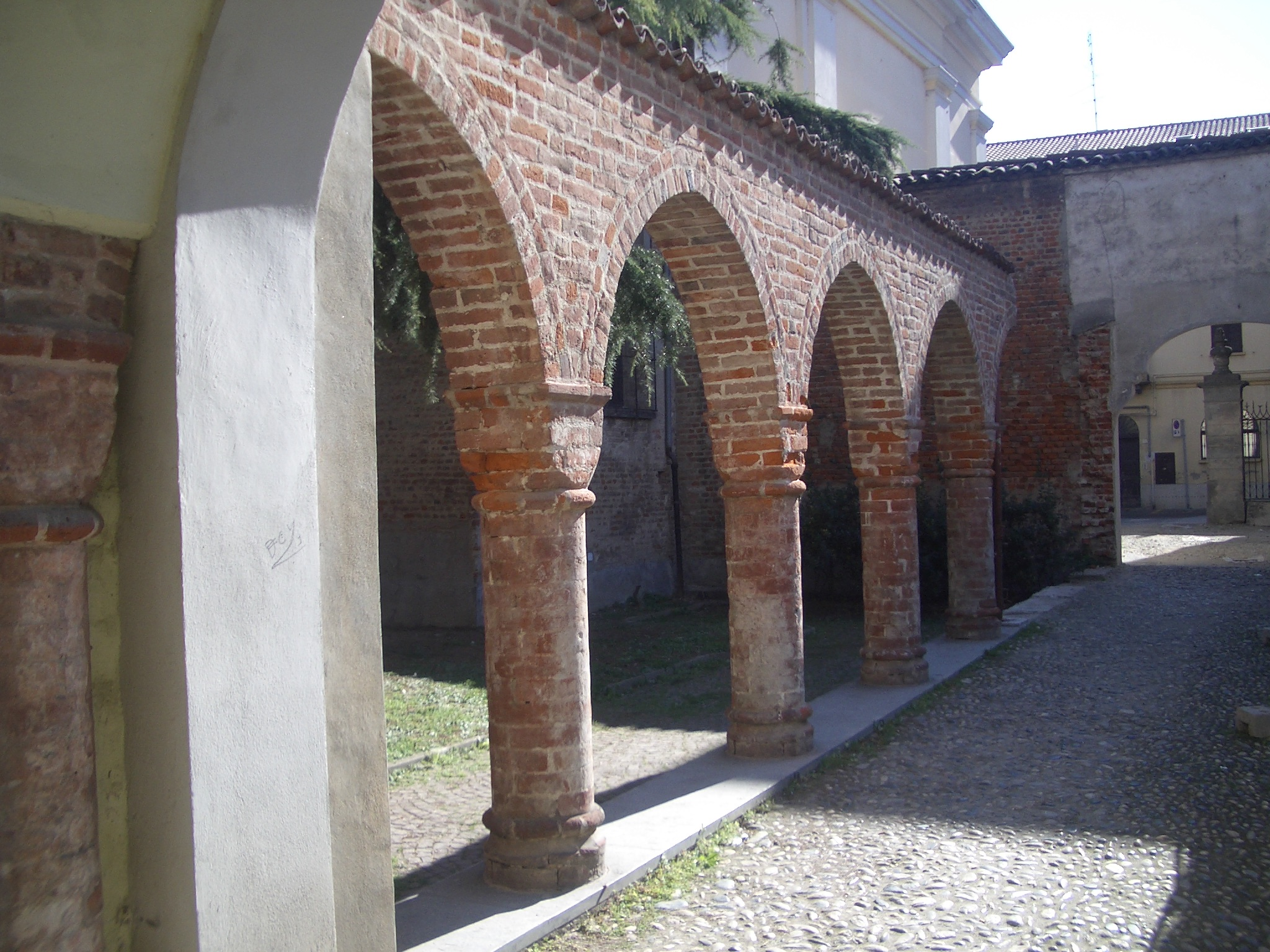
Rovine del chiostro
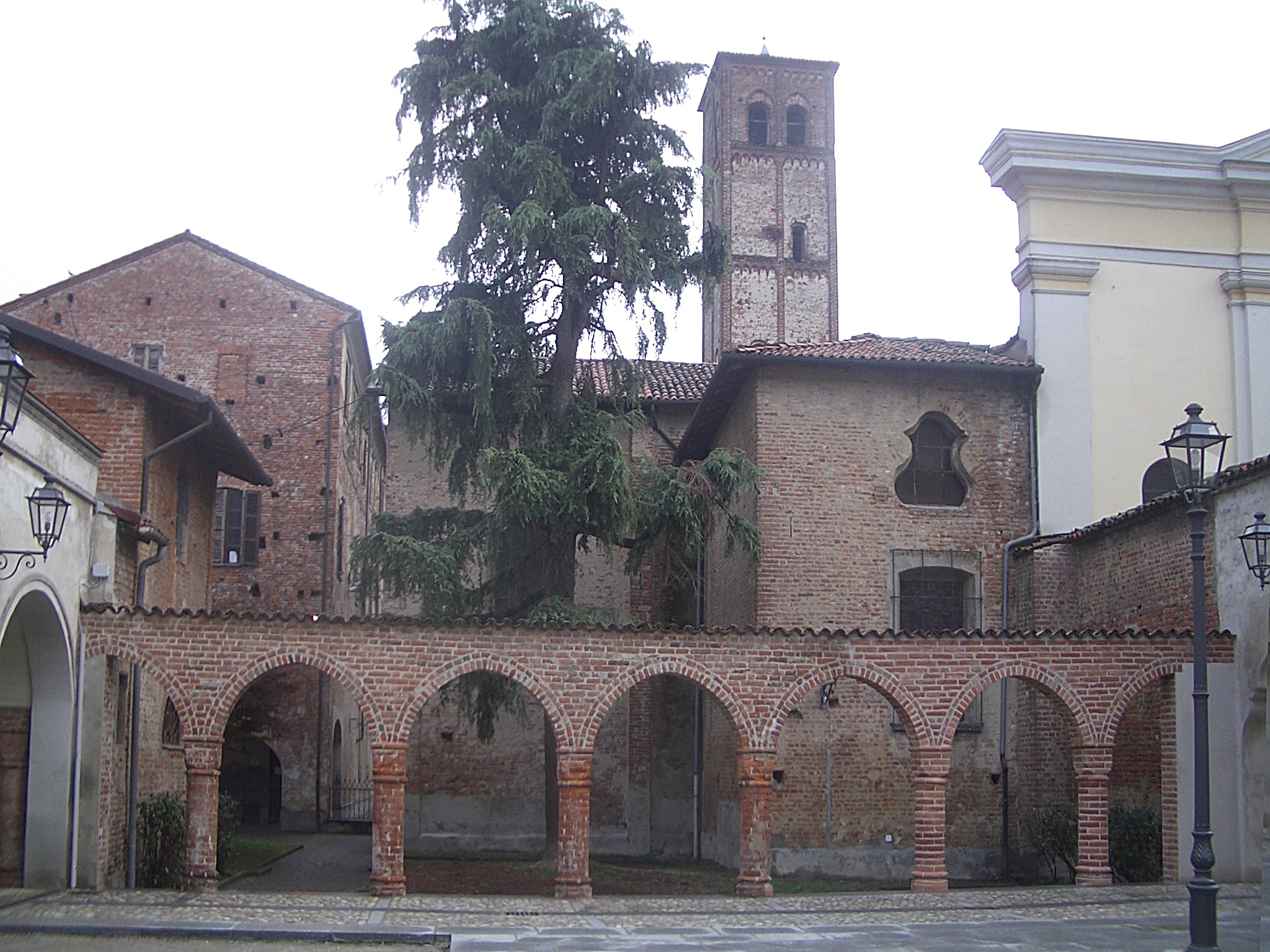
Veduta con le rovine del chiostro